# Kuru kulla
Kuru fu un dinosauro teropode vissuto alla fine del Periodo Cretaceo. Visse nel territorio dell'odierna Mongolia ed è stato informalmente indicato con il nomen nudum Airakoraptor in Perle et al. (1999) prima di essere ufficialmente descritto come un nuovo taxon da Napoli, Ruebenstahl, Bhullar, Turner, e Norell nel 2021, il genere contiene una singola specie K. kulla.
L'ipotesi più accreditata è che esso possa appartenere alla famiglia Dromaeosauridae, a cui appartengono altri agili teropodi bipedi come Dromaeosaurus, Velociraptor, Utahraptor e Deinonychus.